# IBM System/390

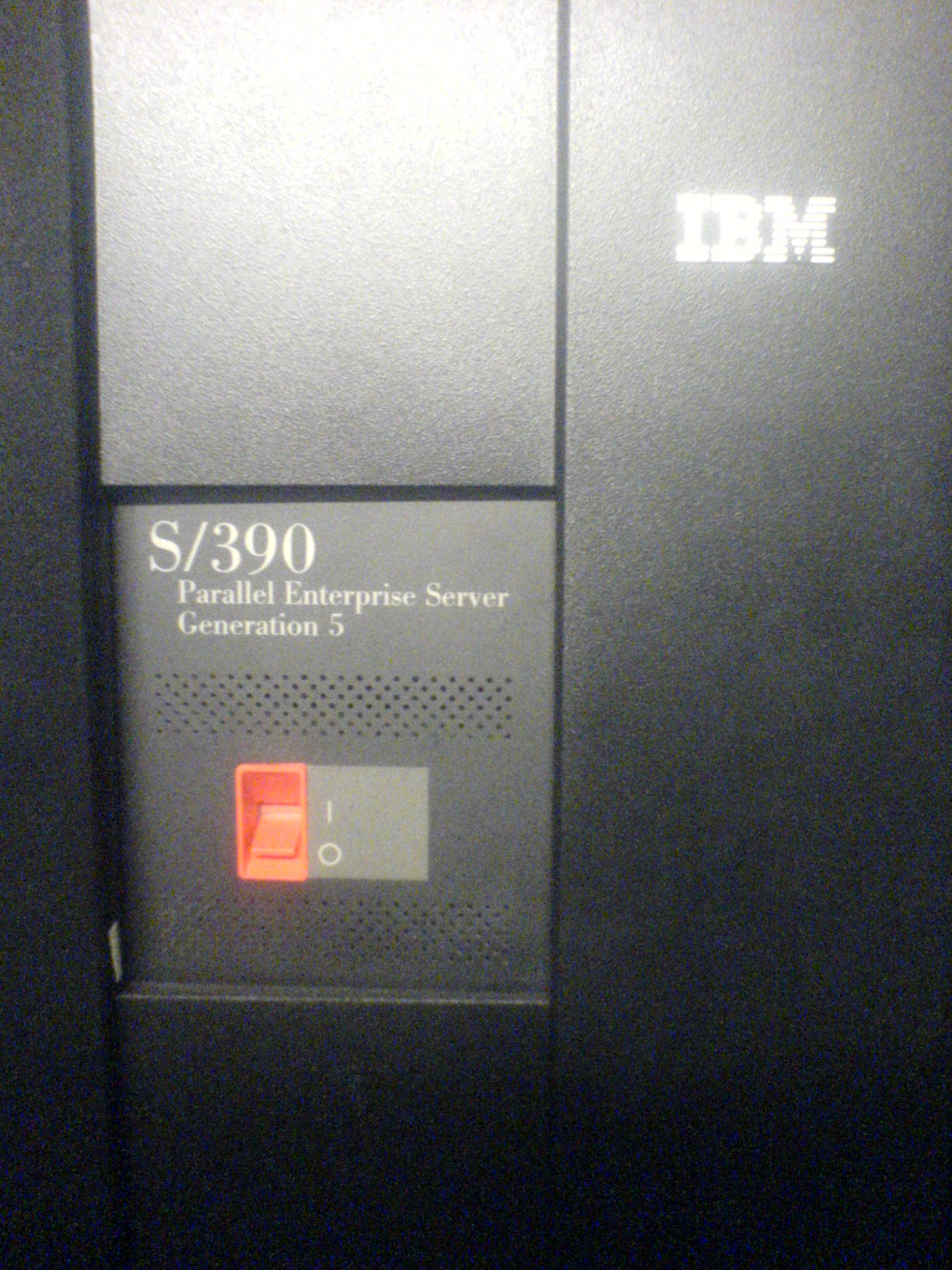

IBM System/390 (S/390) — мейнфреймы компьютерной архитектуры IBM ESA/390, разработанные компанией IBM.
IBM ESA/390 (англ. Enterprise Systems Architecture/390) является развитием архитектур System/360 и System/370; о её выпуске было объявлено в 1990 году, который кроме того, что поддерживал совместимость прикладных программ «снизу-вверх», явился своего рода реализацией концепции системной интеграции. Система оказалась настолько приближенной к пользователю, стабильной и детально описанной, что считается сегодня открытой (англ. open system — система с открытыми спецификациями, стандартами и протоколами). В результате пересмотра бизнес инфраструктуры в 2000 году, дальнейшее развитие архитектуры линии IBM S/390 получило название z/Architecture, а мэйнфреймы — zSeries и System z9.